# Jan Hendrik Schepers
Jan Hendrik Schepers (Winterswijk, 26 januari 1781 - Dinxperlo, 22 april 1847) was schoolmeester, notaris en burgemeester van Dinxperlo.

## Biografie
Schepers werd geboren als zoon van Jan Derk Schepers en Harmina Knuivers. Zijn vader was de eerste schoolmeester in het Woold. Deze familie heeft diverse onderwijzers voortgebracht, waaronder Jan Hendrik. Op 15 juni 1801 werd hij aangesteld als onderwijzer te Dinxperlo. Hij woonde in eerste instantie bij de familie Boland op de Pol en betrok later een nieuw pand aan de Markt. 
Nadat burgemeester Jacob Herman Wiesell in 1814 naar Didam vertrokken was, werd Schepers op 7 juni 1814 benoemd tot burgemeester van Dinxperlo. In de periode 1818 tot 1825 was zijn functie officieel schout. Deze functie was in de praktijk identiek aan die van burgemeester.
In 1828 trouwde hij met Hendrika Johanna Beunk uit Aalten. Hij overleed in Dinxperlo op 22 april 1847, 66 jaar oud. Hij was de langstzittende burgemeester van Dinxperlo ooit, die 33 jaar in functie was.